# Comer Strait
Die Comer Strait ist eine schmale Wasserstraße, die die nordöstliche Spitze von Southampton Island von der westlichen Küste von White Island im Foxe Basin von Nunavut trennt. Sie ist auch der westliche Eingang zur Duke of York Bay.
Die Comer Strait wurde nach dem amerikanischen Walfänger George Comer benannt.